# Омський завод технічного вуглецю
Омський завод технічного вуглецю – підприємство хімічної промисловості Росії.
Завод почав роботу на основі обладнання евакуйованого Ярославського заводу технічного вуглецю в 1944 році. За три роки його вивели на проектну потужність у 10 тисяч тон сажі на рік. 
Первісно майданчик використовував лампову технологію, а на початку 1970-х перейшов на пічну із збільшенням потужності на 40 тисяч тон. Станом на початок 1990-х завод міг щорічно продукувати 60 тисяч тон сажі.
Черговий етап розширення стартував на початку 2000-х і в 2007-му потужність майданчику перевищила 200 тисяч тон, а в подальшому досягнула 260 тисяч тон.
Сировиною для виробництва сажі виступають піролізна смола (побічний продукт роботи установок парового-крекінгу, що продукують олефіни), газойль каталітичного крекінгу та продукт коксохімії – кам'яновугільне масло (креозот).
Завод має власну ТЕЦ потужністю 18 МВт.